# ماورو زيرونيلي
ماورو زيرونيلي (بالإيطالية: Mauro Zironelli)‏ (21 يناير 1970 في إيطاليا - ) هو مدرب كرة قدم ولاعب كرة قدم إيطالي في مركز الوسط. شارك مع منتخب إيطاليا تحت 21 سنة لكرة القدم. أما مع النوادي، فقد لعب مع فيورنتينا وكييفو فيرونا ونادي بيسكارا ونادي فيتشينزا ونادي فينيزيا ونادي مودينا وAssociazione Calcio Thiene ‏ وUC Montecchio Maggiore ‏.

## وصلات خارجية
- ماورو زيرونيلي على موقع قاعدة بيانات كرة القدم.إي يو (الإنجليزية)
- ماورو زيرونيلي على موقع عالم كرة القدم.نت (الإنجليزية)